# Andrea Giacobbe
Andrea Giacobbe est un  réalisateur et photographe italien originaire de Florence et résidant actuellement à Paris.

## Biographie
Andrea Giacobbe, peintre et photographe, a aussi réalisé un court-métrage, des clips (« Push it » de Garbage et « Right where it belongs V.2 » de Nine Inch Nails « Dirt (chanson de Death in Vegas) et différents spots pour la télévision.
Andrea Giacobbe a étudié la photographie pendant deux ans au Bournemouth & Poole College of Art & Design. Il a publié des photographies dans différents magazines telle que Spin ou Dazed and Confused, mais il s'est aussi fait connaître pour des portraits de stars de la musique comme Björk, Trent Reznor, Beck, Marilyn Manson etc. 
En 1995, la chaîne Arte lui a demandé de créer le générique de l'émission Tracks. 
Il a notamment réalisé le film Mr. Logo.